# Isoglukos
Isoglukos, sötningsprodukt som vanligtvis framställs ur stärkelse. Stärkelsen hydrolyseras och omvandlas då till glukossirap. Med hjälp av enzymer omvandlas sedan 40-90% av glukosen till fruktos. Isoglukos med c:a 50% fruktosinnehåll har samma söthet som sackaros (vanligt socker).
I mitten av 1980-talet gick både Coca-cola och Pepsi över till att använda isoglukos istället för sackaros (vanligt socker) på den nordamerikanska marknaden.